# Кораћица
Кораћица је насеље у Градској општини Младеновац у Граду Београду. Простире на се источним падинама планине Космај. Према попису из 2022. било је 1719 становника.
На територији Кораћице се налази манастир Павловац.

## Историја
Кораћица се налази западно од Младеновца. Кораћица је старо насеље. У Павловцу, једном од данашњих крајева Кораћице, и данас постоје развалине средњовековне цркве Павловца, која је свакако задужбина деспота Стевана. У Павловцу је 21. новембра 1425. године деспот Стефан Лазаревић писао писмо дубровачком кнезу. Свакако да је ово доба овде поред цркве постојало насеље, а вероватно да је деспот Стеван ту имао ловачки замак, јер је познато да је он често долазио у Космај да лови. Почетком 18. века, за време аустријске владавине, помиње се у грочанском дистрикту насељено место Pablovaz-Ptavtovze. Године 1735. помиње „енурія Тресіе монастира“ и у њој „въ Павловци кнет петко“ Касније се, за време Кочине Крајине, Павловац више не помиње као насеље него Кораћица. Говорећи о збегу у Космај Милован Видаковић помиње села Неменикуће, Кораћицу и Рогачу. 

Предање вели да је ово село добило данашње име по томе, што су досељеници, упутивши се Космају, населили „у сам Корач.“ И данас се прича о чуми која је завладала у село пре Првог Устанка. Због тога се преселили у Благојевцу, североисточно од Кораћице, и у село су се тек касније вратили.
Почетком 19. века Кораћица је припадала Вићентијевој кнежини и имала је 1818. г. 60, а 822. г. 70 кућа. Године 1846. село је припадало космајском срезу и имало је 124 куће. По попису из 1921. године у селу има 427 кућа.
По предању, које се очувало, најстарије породице су дошле од Сјенице и Пештери. Потомци тих најстаријих досељеника јесу: Чулићи, Ђурићићи и Петковићи (сви данас имају и друга презимена). Стара породица из истих крајева су и Петровићи-Ћеримовићи чији је предак био кнез Вићентије, један од покретача Првог Устанка. Вићентије Петровић био је 1815. године оборкнез грочанске нахије. (подаци крајем 1921. године).

Бројни становници Кораћице су учествовали у ратовима и на територији Кораћице постоје бројна спомен обележја посвећена томе.
Овде се налази Црква Силаска Светог духа у Кораћици.

## Демографија
У насељу Кораћица живи 1590 пунолетних становника, а просечна старост становништва износи 42,3 година (41,1 код мушкараца и 43,5 код жена). У насељу има 614 домаћинстава, а просечан број чланова по домаћинству је 3,13.
Ово насеље је великим делом насељено Србима (према попису из 2002. године).
|  |

| Демографија | Демографија | Демографија |
| Година      | Становника  | Становника  |
| ----------- | ----------- | ----------- |
| 1948.       | 2.478       |             |
| 1953.       | 2.426       |             |
| 1961.       | 2.260       |             |
| 1971.       | 2.023       |             |
| 1981.       | 1.928       |             |
| 1991.       | 1.878       | 1.848       |
| 2002.       | 1.924       | 1.984       |

| Етнички састав према попису из 2002.‍ | Етнички састав према попису из 2002.‍ | Етнички састав према попису из 2002.‍ | Етнички састав према попису из 2002.‍ | Етнички састав према попису из 2002.‍ |
| ------------------------------------ | ------------------------------------ | ------------------------------------ | ------------------------------------ | ------------------------------------ |
|                                      |                                      |                                      |                                      |                                      |
| Срби                                 | Срби                                 |                                      | 1.888                                | 98,12%                               |
| Црногорци                            | Црногорци                            |                                      | 8                                    | 0,41%                                |
| Хрвати                               | Хрвати                               |                                      | 3                                    | 0,15%                                |
| Роми                                 | Роми                                 |                                      | 3                                    | 0,15%                                |
| Словенци                             | Словенци                             |                                      | 1                                    | 0,05%                                |
| Муслимани                            | Муслимани                            |                                      | 1                                    | 0,05%                                |
| Македонци                            | Македонци                            |                                      | 1                                    | 0,05%                                |
| Горанци                              | Горанци                              |                                      | 1                                    | 0,05%                                |
| Југословени                          | Југословени                          |                                      | 1                                    | 0,05%                                |
| непознато                            | непознато                            |                                      | 3                                    | 0,15%                                |

| Година пописа     | 1948. | 1953. | 1961. | 1971. | 1981. | 1991. | 2002. |
| ----------------- | ----- | ----- | ----- | ----- | ----- | ----- | ----- |
| Број домаћинстава | 547   | 549   | 541   | 538   | 533   | 516   | 614   |

| Број чланова      | 1   | 2   | 3  | 4   | 5  | 6  | 7  | 8 | 9 | 10 и више | Просек |
| ----------------- | --- | --- | -- | --- | -- | -- | -- | - | - | --------- | ------ |
| Број домаћинстава | 128 | 147 | 87 | 112 | 74 | 45 | 18 | 2 | 1 | 0         | 3,13   |

| Пол    | Укупно | Неожењен/Неудата | Ожењен/Удата | Удовац/Удовица | Разведен/Разведена | Непознато |
| ------ | ------ | ---------------- | ------------ | -------------- | ------------------ | --------- |
| Мушки  | 817    | 231              | 515          | 46             | 24                 | 1         |
| Женски | 842    | 146              | 507          | 169            | 19                 | 1         |
| УКУПНО | 1.659  | 377              | 1.022        | 215            | 43                 | 2         |

| Пол    | Укупно                    | Пољопривреда, лов и шумарство | Рибарство                            | Вађење руде и камена | Прерађивачка индустрија       |
| ------ | ------------------------- | ----------------------------- | ------------------------------------ | -------------------- | ----------------------------- |
| Мушки  | 422                       | 131                           | 0                                    | 3                    | 157                           |
| Женски | 274                       | 78                            | 0                                    | 0                    | 72                            |
| УКУПНО | 696                       | 209                           | 0                                    | 3                    | 229                           |
| Пол    | Производња и снабдевање   | Грађевинарство                | Трговина                             | Хотели и ресторани   | Саобраћај, складиштење и везе |
| Мушки  | 8                         | 12                            | 25                                   | 10                   | 30                            |
| Женски | 4                         | 0                             | 35                                   | 13                   | 4                             |
| УКУПНО | 12                        | 12                            | 60                                   | 23                   | 34                            |
| Пол    | Финансијско посредовање   | Некретнине                    | Државна управа и одбрана             | Образовање           | Здравствени и социјални рад   |
| Мушки  | 0                         | 6                             | 14                                   | 5                    | 16                            |
| Женски | 1                         | 8                             | 6                                    | 7                    | 37                            |
| УКУПНО | 1                         | 14                            | 20                                   | 12                   | 53                            |
| Пол    | Остале услужне активности | Приватна домаћинства          | Екстериторијалне организације и тела | Непознато            | Непознато                     |
| Мушки  | 2                         | 0                             | 0                                    | 3                    | 3                             |
| Женски | 5                         | 1                             | 0                                    | 3                    | 3                             |
| УКУПНО | 7                         | 1                             | 0                                    | 6                    | 6                             |